# Кристофер, Ханс
Ханс Кристофер (исп. Hans Christopher, род. 24 июня 1957, Каракас, Венесуэла) — венесуэльский актёр, продюсер.

## Биография
Настоящая фамилия — Шафер (Schafer), псевдоним «Кристофер» — имя его старшего сына. 
Родился в Каракасе в семье переселенца из Германии и венесуэлки. Окончил Университет по специальности «Управление бизнесом». После окончания университета некоторое работал моделью в различных рекламных агентствах Латинской Америки. С детства увлекался подводным плаванием, овладев этим настолько, что несколько лет был инструктором по подводному плаванию на острове Аруба. Возвратившись в Венесуэлу, начал карьеру актёра, изучив актёрское мастерство у знаменитой венесуэльской актрисы Америки Алонсо. 
В 1989 году дебютировал в теленовелле «Фабиола». Затем сыграл итальянского графа Луиджи в теленовелле «Реванш», психически неуравновешенного негодяя Габино («Запретная женщина») и безвольного адвоката Рауля в теленовелле «Самая красивая». Со временем за актёром закрепилось амплуа «злодея», так как Ханс играл преимущественно отрицательных персонажей.
В конце 1990-х годов переехал в Майами, где снимался на студии «Фоновидео» в теленовеллах «Аквамарина» и «Мария Кристина» (1998-99). Также работал в Мексике и Перу, где сыграл единственную в своей карьере главную роль в мистическом сериале «Apocalipsis». В 2010-х вернулся в Венесуэлу, где начал преподавать актёрское мастерство.
Женат, имеет двух сыновей от двух браков.

## Фильмография
- «Insurreción Libertaria» (2011) — Франсиско де Миранда
- «Zamora, tierra y hombres libres» (2009) — генерал Паэс
- «Secreto de Amor» (2001), Венесуэла-США
- «Hay Amores que Matan» (2000), Венесуэла
- «Maria Cristina» (1998-1999), США
- «Aguamarina» (1998), США
- «Apocalipsis» (1998), Перу
- «Como to ninguna» (1996), Венесуэла
- «Pecado de amor» (1995), Венесуэла
- «Peligrosa» (1994), Венесуэла
- «Morena Clara» (1994), Венесуэла
- «Rosangelica» (1993), Венесуэла
- «Cara Sucia» (1992), Венесуэла
- «La Mujer Prohibida» (1991), Венесуэла
- «Bellisima» (1991), Венесуэла
- «Adorable Monica» (1990), Венесуэла
- Реванш («La Revancha», телесериал, 1989), Венесуэла
- «Maribel» (1989)
- «Fabiola» (1989)